# ホンダ・CB1000R
CB1000R(シービーせんアール)は、本田技研工業が2007年から製造販売している、同社のCBシリーズに属する、排気量1,000ccクラスのネイキッド・タイプのオートバイである。

## 概要
CB900F Hornetの後継モデル。近年流行しているストリートファイターと呼ばれるカテゴリーに属する。
初代のSC60型はイタリアに設立した現地法人のホンダ・イタリア・インダストリアーレ(HONDA ITALIA INDUSTRIALE S.P.A.)が、2代目のSC80型は熊本県菊池郡大津町平川にある本田技研熊本製作所が製造を担当するが、エンジンはいずれのモデルもSC57型CBR1000RRに搭載された内径x行程：75.0x56.5(mm)・排気量998ccのSC57E型水冷4ストローク4バルブDOHC4気筒エンジンをベースに圧縮比低下ならびに低中速域トルクを増強するリセッティングを施した上で燃料供給はPGM-FI(電子制御燃料噴射装置)で行い、常時噛合式6段マニュアルトランスミッションを組合せ搭載するほか、サスペンションは前輪が倒立フォーク式テレスコピック、後輪が片持ち式スイングアームという共通点がある。

## モデル別解説
※本項では型式別に解説を行う。

### SC60型
2007年から製造された初代モデル。ヨーロッパ・南アフリカ共和国市場向けとされ日本国内向け仕様の正規販売はない。
フレームはアルミダイキャスト製ダイヤモンド型とし、搭載エンジンは上述したようにSC57E型をベースに本モデル用にチューニングしたSC60E型で、マフラーはロースラングエキゾーストと呼ばれるSC59型CBR1000RRに酷似したタイプを装着する。
ブレーキはディスクブレーキであるが、前輪が3ピストンキャリパーによるローター径310mmのフローティングダブル、後輪が2ピストンキャリパーによるローター径256mmのシングルとなる。
なお本モデルと基本設計や一部コンポーネンツを共用する以下の派生車種が存在する。

#### CBF1000/CBF1000F
SC60型同様にSC57型CBR1000RRをベースに開発されたモデルであるが、本モデルはCB1300スーパーボルドール同様にハーフカウルを装着するヨーロッパ市場専売のスポーツツアラーで、日本国内へはホンダウイングパッセージ・レッドバロンなどが代理店となり並行輸入で販売されたモデルである。
型式名SC58のCBF1000は2006年から2011年にかけて製造販売されたモデルで、SC60型との主な相違は以下の点にある。
- エンジンの出力特性をより低中速重視の最高出力98ps(72kW)/8,000rpm・最大トルク9.5kgf・m(93Nm)/6,500rpmへデチューン
- 前輪サスペンションを41mm径の正立テレスコピックへ変更
- コンパインドABS装着車をCBF1000FAとして設定
  - 前輪キャリパーは非装着車が2ピストン 装着車が3ピストン 後輪キャリパーは両タイプとも1ピストンである
- ブレーキローター径は前輪296mm/後輪240mmに設定
- 後輪タイヤサイズを160/60-17へ変更
- フロントスクリーンは50mmの範囲で4段階に調整可能な機構を搭載
- シート高は790mmを標準とし815mm・765mmに調整可能
- マウント部を180°回転させハンドルバーを10mm前方に移設可能な機構を搭載
- リヤボックス・サイドパニアケースをオプション設定

型式名SC64のCBF1000Fは2010年から製造販売された後継モデルで、SC58型CBF1000からは以下の変更点がある。
- 車体を全長x全幅x全高：2,155x780x1,240(mm)→2,210x780x1,220(mm)へ変更
- ホイールベースを1,480mm→1,495mmへ延長
- エンジン特性を見直し最高出力107ps(79kW)/9,000rpm・最大トルク9.8kgf・m(96Nm)/6,500rpmへ向上
- マフラーを左右2本から右側1本の集合タイプへ変更
- 車重を252kg→245kgへ軽量化
- 燃料タンク容量を19L→20Lへ増量
- コンパインドABSを標準装備化
- ジェネレーター出力を向上
- リヤボックス・サイドパニアケースのオプション設定を中止し標準装着モデルとしたCBF1000F GTをタイプ設定

ヨーロッパ地区の自動車排出ガス規制Euro4に未適応のため2016年に製造された2017年モデルを最後に生産終了した。

### SC80型
2017年から製造された2代目モデルで、2016年7月1日に施行された欧州Euro4とWMTCを参考とした規制値および区分の平成28年排出ガス規制に適合させたSC60型からのフルモデルチェンジ車。
日本国内仕様は型式名2BL-SC80とし、2018年4月2日に発売することが同年3月8日に発表された。『魅せる、昂る、大人のためのEMOTIONAL SPORTS ROADSTER』を開発キーワードにし、先代のSC60型からは以下の変更を実施した。
- エンジンをSC60E型をベースに以下の施工をしたSC80E型を搭載
  - スロットル・バイ・ワイヤ化
  - 鍛造ピストン化
  - 圧縮比が11.2から11.6に向上
  - スロットルボディ大径化
  - 出力特性とスロットルレスポンスを変化させるパワーセレクター装備
  - アルミカムアシストスリッパークラッチならびにシフトアップ・ダウン両方に対応するクイックシフター搭載
- 後輪の挙動変化を抑制するHondaセレクタブルトルクコントロール・アクセル閉時のエンジンブレーキを制御するセレクタブルエンジンブレーキの3種類からなる電子制御を3種の走行シーンに合わせて設定したSPORT・STANDARD・RAINの各モードとユーザーの嗜好に合わせて任意で設定できる「USER」モードが選択可能な4種類のライディングモードを搭載
- フレーム素材を高張力鋼モノバックボーンへ変更し併せて新構造のアルミピボットプレートとすることで軽量化
- フロントサスペンションはショーワ製セパレート・ファンクション・フォーク・ビッグピストン(S.F.F－BP)[注 3]を装着
- 前輪ブレーキキャリパーをラジアルマウント4ポットモノブロック化
- ABS・ETC車載器・グリップヒーターを標準装備化

カラーリングは以下の2種類を設定。
- キャンディークロモスフィアレッド
- グラファイトブラック

年間販売目標1,000台/年・消費税抜希望小売価格1,510,000円とし、本モデルよりドリーム店のみでの販売となる。

## 諸元
| 車名                   | CB1000R                              | CB1000R                           |                                 |
| 型式名                 | SC60                                 | 2BL-SC80                          |                                 |
| モデルイヤー/仕向地    | 2008/南アフリカ                      | 2018/日本                         |                                 |
| 全長                   | 2.105m                               | 2.120m                            |                                 |
| 全幅                   | 0,785m                               | 0.790m                            |                                 |
| 全高                   | 1.095m                               | 1.090m                            |                                 |
| 最低地上高             | 0.130m                               | 0.138m                            |                                 |
| ホイールベース         | 1.445m                               | 1.555m                            |                                 |
| シート高               | 0.828m                               | 0.830m                            |                                 |
| 車両重量               | 217kg                                | 212kg                             |                                 |
| 定地走行燃費           | 18.3km/L                             | 22.5km/L（60㎞/h・2人）           |                                 |
| WMTCモード値           |                                      | 16.7km/L（クラス3-2）             |                                 |
| 最低回転半径           | 3.0m                                 |                                   |                                 |
| 原動機型式名           | SC60E                                | SC80E                             |                                 |
| エンジン型式           | 水冷4ストローク4バルブDOHC4気筒      | 水冷4ストローク4バルブDOHC4気筒   | 水冷4ストローク4バルブDOHC4気筒 |
| 総排気量               | 998cc                                | 998cc                             |                                 |
| 内径x行程              | 75.0x56.5（mm）                      | 75.0x56.5（mm）                   |                                 |
| 圧縮比                 | 11.2                                 | 11.6                              |                                 |
| 燃料供給               | PGM-FI電子式燃料噴射                 | PGM-FI電子式燃料噴射              |                                 |
| 最高出力               | 123.4hp〔92kW〕/10,000rpm            | 145ps〔107kW〕/10,500rpm          |                                 |
| 最大トルク             | 73.8ft-ib〔100Nm〕/8,000rpm          | 10.6kgf・m〔104Nm〕/8,250rpm      |                                 |
| 始動方式               | セルフ                               | セルフ                            |                                 |
| 点火方式               | フルトランジスタバッテリー           | フルトランジスタバッテリー        |                                 |
| 潤滑方式               | ウエットサンプ圧送式飛沫式併用       | ウエットサンプ圧送式飛沫式併用    | ウエットサンプ圧送式飛沫式併用  |
| 燃料タンク             | 17L                                  | 16L                               |                                 |
| クラッチ               | 湿式多板コイルスプリング             | 湿式多板コイルスプリング          |                                 |
| 変速機                 | 常時噛合6段マニュアル（リターン）    | 常時噛合6段マニュアル（リターン） |                                 |
| 1速                    | 2.538                                | 2.538                             |                                 |
| 2速                    | 1.941                                | 1.941                             |                                 |
| 3速                    | 1.578                                | 1.578                             |                                 |
| 4速                    | 1.363                                | 1.363                             |                                 |
| 5速                    | 1.217                                | 1.217                             |                                 |
| 6速                    | 1.115                                | 1.115                             |                                 |
| 1次/2次減速比          |                                      | 1.604/2.933                       |                                 |
| フレーム形式           | ダイヤモンド式                       | ダイヤモンド式                    |                                 |
| サスペンション（前）   | 倒立テレスコピック                   | 倒立テレスコピック                |                                 |
| サスペンション（後）   | スイングアーム（プロアーム）         | スイングアーム（プロアーム）      |                                 |
| キャスター             | 25°00’                               | 25°00’                            |                                 |
| トレール               | 99.0mm                               | 100.0mm                           |                                 |
| タイヤ（前）           | 120/70ZR17                           | 120/70ZR17                        |                                 |
| タイヤ（後）           | 180/50ZR17                           | 190/55ZR17                        |                                 |
| ディスクブレーキ（前） | 3ポットフローティングダブル          | 4ポットラジアルマウントダブル     |                                 |
| ディスクブレーキ（後） | 2ポットシングル                      | 2ポットシングル                   |                                 |
| 製造                   | ホンダ・イタリア・インダストリアーレ | 本田技研工業熊本製作所            |                                 |
| ---------------------- | ------------------------------------ | --------------------------------- | ------------------------------- |